# Lillmälö
Lillmälö är en ö i Finland. Den ligger i Skärgårdshavet och i kommunen Pargas i den ekonomiska regionen  Åboland i landskapet Egentliga Finland, i den sydvästra delen av landet. Ön ligger omkring 24 kilometer söder om Åbo och omkring 150 kilometer väster om Helsingfors.
Öns area är 3,6 kvadratkilometer och dess största längd är 3,8 kilometer i öst-västlig riktning. Ön höjer sig omkring 50 meter över havsytan.
Ön har fast förbindelse österut till Mattholm och färjeförbindelse västerut med Lillandet.